# Astrid Kirchherr
Astrid Kirchherr (Amburgo, 20 maggio 1938 – Amburgo, 12 maggio 2020) è stata una fotografa e artista tedesca.

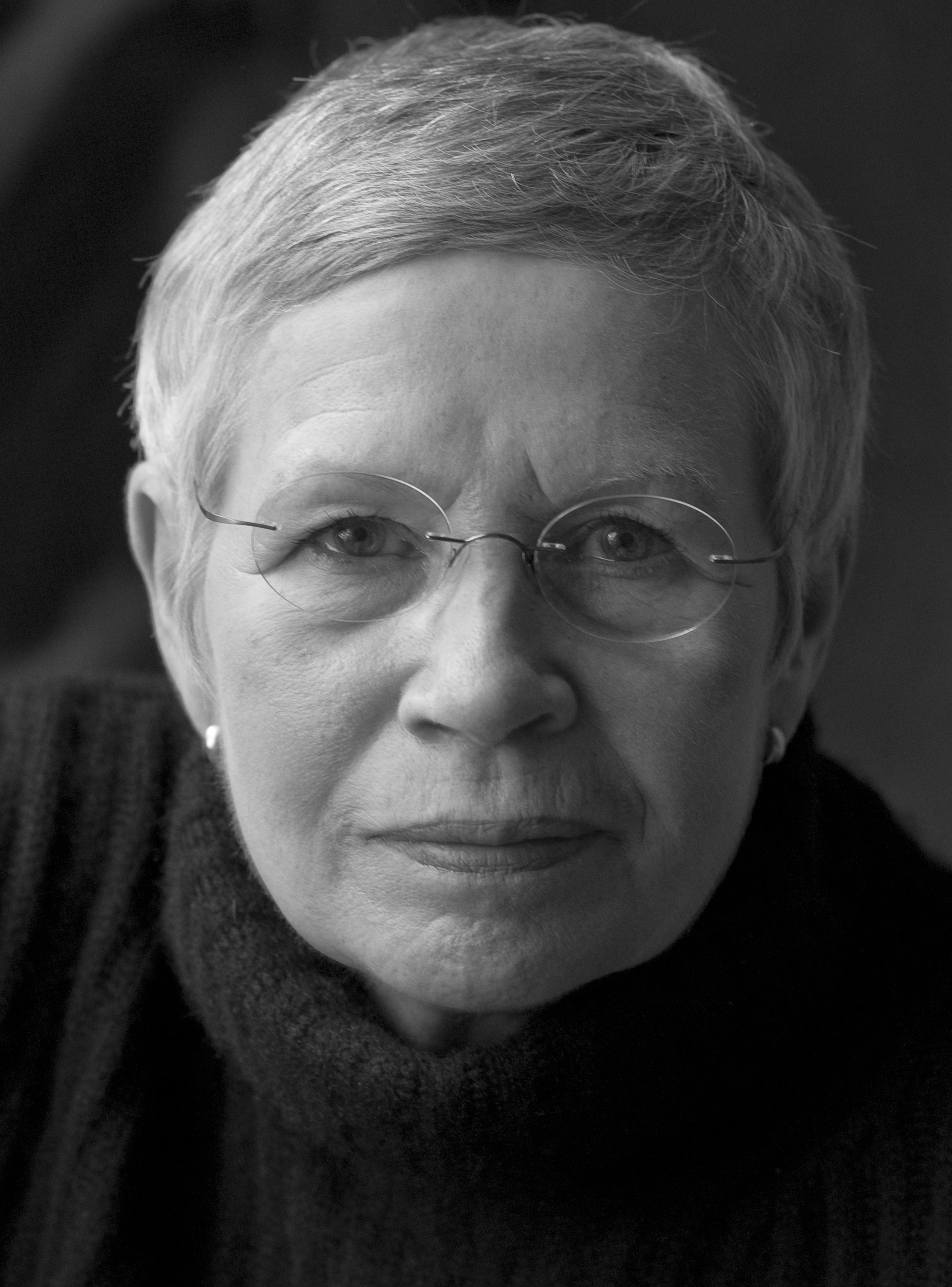
Astrid Kirchherr, Hamburg 2010

Autografo di Astrid Kirchherr

È conosciuta principalmente per aver lavorato con i Beatles come fotografa ufficiale dei loro concerti in Germania (insieme a Jürgen Vollmer), oltre che per essere stata la fidanzata di Stuart Sutcliffe.

## Biografia
Nata il 20 maggio 1938 ad Amburgo, nel distretto di Altona, fin da piccola mostra una certa predilezione per l'arte iscrivendosi ad una scuola per costumisti, dove incontra Klaus Voormann, con i quale intreccia una relazione. 

### Esistenzialismo
Verso la fine degli anni cinquanta si avvicinò al movimento esistenzialista europeo e a tal proposito in un'intervista rilasciata nel 1995 alla BBC radio la Kirchherr affermò:

### Sutcliffe e i Beatles
Fu Voormann a presentare ad Astrid i Beatles nel locale amburghese Kaiserkeller nel 1960. Qui, Astrid notò Stuart Sutcliffe, che all'epoca suonava il basso con John Lennon, Paul McCartney, George Harrison e Pete Best, innamorandosene. I due si fidanzarono ufficialmente e la Kirchherr iniziò a scattare fotografie del gruppo, che sarebbero poi diventate celebri e sarebbero state esposte in diversi musei del mondo, oltre che nella Rock and Roll Hall of Fame.
Fu Astrid ad accogliere i Beatles al loro arrivo ad Amburgo nel 1962 avvisandoli della tragica scomparsa, avvenuta solo pochi giorni prima, del loro ex bassista Stuart Sutcliffe, che nel frattempo - dopo essere stato ammesso all'Accademia d'Arte della città tedesca - aveva lasciato definitivamente la musica per dedicarsi esclusivamente alla pittura. Nel corso degli anni successivi la Kirchherr conservò un ottimo rapporto con Lennon, che incontrò nell'agosto del 1963 a Parigi mentre si trovava lì con la moglie e con i Beatles e che rivide nel 1966 ad Amburgo durante l'ultima tournée dei "Fab Four" in Germania.
Nel 1993 la figura di Astrid è stata portata sul grande schermo grazie al film Backbeat - Tutti hanno bisogno di amore. La pellicola, che vede Sheryl Lee nei panni della fotografa, racconta la storia del "quinto Beatles" Stuart Sutcliffe, morto di emorragia cerebrale, e di altri quattro ragazzi di Liverpool con la passione per la musica.

### Il taglio dei capelli

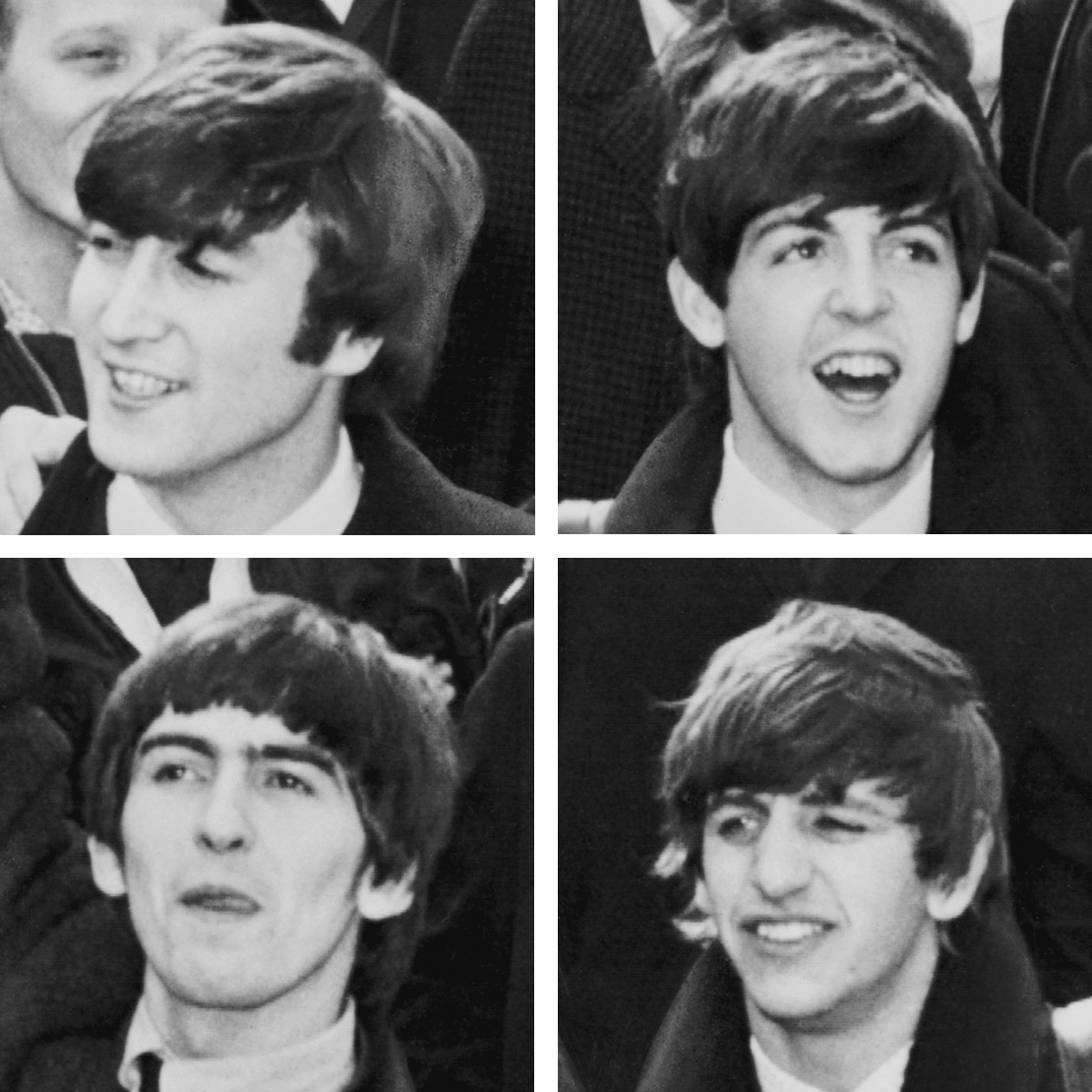
I Beatles nel 1964

Astrid viene soprattutto ricordata come l'ideatrice del taglio di capelli dei Beatles, ma in molte interviste rigettò questa attribuzione:

### Carriera
Nel 1964 divenne una fotografa "freelance" e con il collega Max Scheler realizzò un servizio "dietro le quinte" sul set cinematografico del film interpretato dai Beatles A Hard Day's Night, per conto del magazine tedesco Stern. Harrison nel 1969 le chiese di realizzare la copertina del suo album Wonderwall Music. La stessa Kirchherr descrisse quali difficoltà professionali incontrò negli anni sessanta, in quanto donna:
Astrid sostenne che le sue foto preferite erano quelle scattate a Sutcliffe sul Mar Baltico oltre a quelle di Lennon e Harrison realizzate nel suo attico ad Amburgo. Non era una appassionata di computer e di nuove tecnologie. Ha affermato di aver perso un'ingente somma di denaro, pari a £500,000, a causa dell'utilizzo illecito e indiscriminato delle sue foto, avvenuto senza l'autorizzazione e il conseguente pagamento dei diritti d'autore.

## Filmografia su Astrid Kirchherr
La vita di Astrid Kirchherr è stata raccontata in tre pellicole tra cinema e televisione. Di seguito elencati i titoli dei film, e i nomi delle attrici che hanno prestato il volto alla nota fotografa.
- La nascita dei Beatles (1979), con Alyson Spiro
- Backbeat - Tutti hanno bisogno di amore (1993), con Sheryl Lee
- La vera storia di John Lennon, (2000), film per la televisione, con Palìna Jonsdottìr